# Carl Ludvig Landin
Carl Ludvig Landin, född 4 september 1789 i Stockholm, död 11 juni 1858, var en svensk jurist.
Landin var son till kamreraren i krigsmanshuskontoret Per Landin och Maria Margareta Österberg. Efter avlagd hovrättsexamen i Uppsala inskrevs han 1806 som auskultant i Svea hovrätt, där han 1812 blev fiskal, 1819 assessor och 1826 hovrättsråd. År 1834 valdes han av riksdagen till justitieombudsman. Landins liberala syn skaffade honom en rad motståndare i det konservativa lägret. År 1846 satt han som ledamot i kommittén för avgivande av förslag för representationens ombildande, och arbetade där för genomdrivande av de reformer som Johan Gabriel Richert förordat. År 1848 lyckades dock de konservativa hindra ett återval av Landin till justitieombudsmannaposten, och han återgick då till den tjänst som vice president i Svea hovrätt som han utnämnts till 1846, och satt där till sin pensionering 1854.